# Bohumír Ďuričko
Bohumír Ďuričko (11. října 1953 – ?leden 2024) byl český hoteliér a bývalý nájemce hotelu Axa v Praze. Před sametovou revolucí pracoval na ministerstvu zahraničního obchodu, také mimo jiné obchodoval se zbraněmi, koncem 80. let 20. století byl ekonomickým náměstkem cestovní kanceláře CK Sportturist. Do roku 2017 si odpykával trest odnětí svobody 12,5 roku za vraždu Václava Kočky mladšího. V roce 2018 se přejmenoval a jeho nové jméno bylo Benedikt Reinhold Diera.

## Před rokem 1989
Ďuričko pocházel z Hrušovan nad Jevišovkou.
Jak i sám dokládá kopií svazku na svém webu, byl agentem Státní bezpečnosti. Spolupráci s federální československou kontrarozvědkou podepsal 6. června 1989, měl krycí jméno Lipan a vázacímu aktu spojenému s nadstandardní útratou byli přítomni příslušníci StB Roman Michael a Petr Košťál. Tvrdí, že jako agent StB nikomu neublížil. Ředitel odboru archivní služby ministerstva vnitra Dalibor Státník v roce 2005 na základě prostudování spisu StB řekl, že Ďuričko podal osm hlášení na různé osoby a organizace, že řídicí důstojníci jej chválili za informace i analýzu některých zpravodajských jevů a že podle něj byl Lipan kvalitním agentem StB.

## Po roce 1989
Po roce 1990 začal podnikat, založil firmu na správu nemovitostí a udržoval dobré kontakty i s pražskými politiky za ODS, například s bývalým primátorem Janem Koukalem nebo s Janem Bürgermeisterem. Sám se chlubil, že ODS sponzoroval „nepravidelně zhruba sto tisíci korunami ročně“. Dále například prohlásil, že po volbách rozdělí hlasy s manželkou rovnoměrně mezi ODS a ČSSD.
V roce 1995 získal fotbalový klub Dukla, a o dva roky později ho prodal. V roce 1997 se stal většinovým vlastníkem firmy Hotel AXA s. r. o.

## Vztah s Jiřím Paroubkem
Byl dlouholetým známým Jiřího Paroubka, v roce 2005 spolu oba muži plánovali dovolenou na lodi na Jadranu, ale Paroubek svou účast odvolal poté, co se dozvěděl o Ďuričkově minulosti v StB. Deník MF DNES citoval dva Paroubkovy výroky. 22. července 2005 odpověděl Paroubek na otázku, proč chce jet na dovolenou na jachtu Bohumíra Ďurička, který byl v době komunismu agentem StB: „Je to můj kamarád, ale o něčem takovém jsem nevěděl,“ a 10. října 2008 o Ďuričkovi řekl: „Nebyl mým přítelem a od roku 2005 jsme se s výjimkou několika víceméně náhodných společenských událostí neviděli.“
Média zveřejnila citaci z Kubiceho zprávy, v níž se o Ďuričkovi psalo: „Dle zdroje novinářů zde (na své jachtě) měl držet a souložit se svojí nezletilou dcerou, kterou měl mít při jeho návštěvách k dispozici Paroubek.“ Tito novináři nebyli nikdy specifikováni a žádný jiný zdroj tato tvrzení nikdy nepotvrdil. Bohumír Ďuričko v tomto případě podal trestní oznámení a komentoval ho: „Mám dvě nezletilé dcery, jedné je šestnáct let, druhé jsou dva roky. Zveřejněná lež mne hluboce zasáhla a ovlivnila negativně život především mé starší dcery."

## Vražda Václava Kočky ml.
Dne 9. října 2008 se účastnil křtu Paroubkovy knihy Evropa a svět očima sociálního demokrata a po smrtelném konfliktu s Václavem Kočkou mladším byl zadržen jako podezřelý z jeho vraždy. Dne 12. října 2008 byl obviněn z vraždy Václava Kočky a vzat do vazby.
Za vraždu Kočky mu hrozilo deset až 15 let vězení.
Dne 10. dubna 2009 byl Bohumír Ďuričko odsouzen k 12,5 letům vězení ve věznici s zvýšenou ostrahou, propadnutí pistole Sig Sauer, náhradě škody rodině Kočkových v celkové výši 1 550 000 Kč a úhradě nákladů VZP. Odsouzený se na místě odvolal. Pražský vrchní soud potvrdil rozsudek v plném rozsahu.
Od 10. dubna 2009 si odpykával svůj trest ve věznici Valdice, v roce 2010 byl přemístěn do věznice v Karviné. Poslední z jeho společností, Hotel AXA, s. r. o., je pro vysoké zadlužení v insolvenčním řízení, a není tedy již provozovatelem stejnojmenného hotelu.
Ve vězení napsal knihu Kočkoviny, v níž údajně popisuje spolupráci s Jiřím Paroubkem, financování stran i organizovaný zločin. Práva ke knize koupila v roce 2010 za miliony Kč skupina lidí blízkých ČSSD, aby tak před volbami ochránila Jiřího Paroubka tím, že zabránila vydání knihy. Jiří Paroubek se poté od akce distancoval. Majitelem práv ke knize se stala společnost Gitero Estates vlastněná Jakubem Kotrbou, spolumajitelem Advokátní kanceláře Jansta, Kostka. V lednu 2011 web Vaše věc oznámil, že úspěšně jedná o získání práv k zveřejnění celé knihy na internetu.

## Propuštění z vězení
Po devíti letech byl 30. října 2017 Bohumír Ďuričko podmíněně propuštěn z Věznice Karviná.